# Rassa
Rassa è un comune italiano di 67 abitanti della provincia di Vercelli in Piemonte.

## Geografia fisica

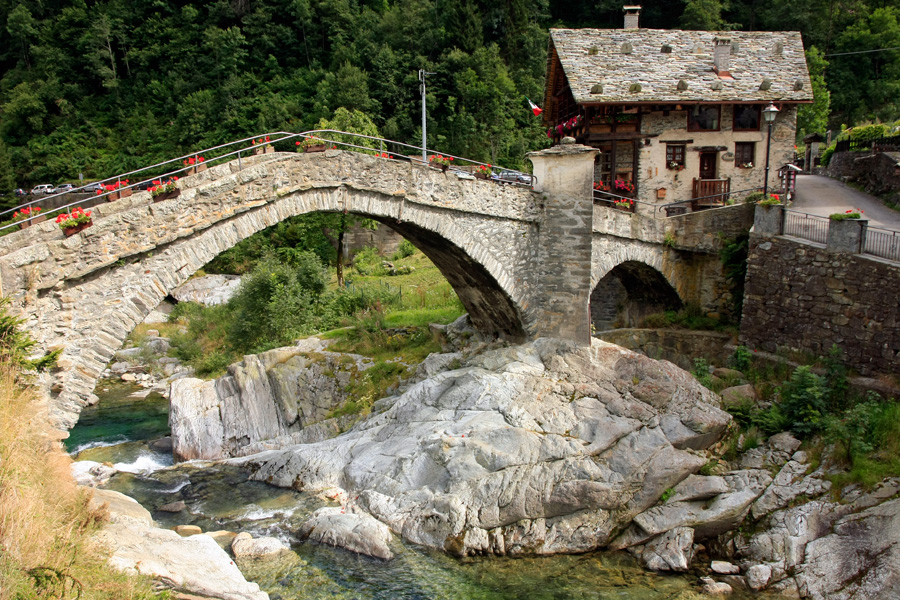
Ponte medievale sul torrente Gronda

Rassa è un paesino montano situato in alta Valsesia che mantiene intatte le tipiche strutture abitative dei villaggi di un tempo.
È posto alla confluenza dei torrenti Gronda e Sorba, affluente di destra del fiume Sesia. A monte del paese si snodano le due valli principali Sorba e Gronda e da quest'ultima a sua volta, all'altezza della frazione Piana, si dirama la Val Sassolenda. Sempre in Val Gronda, al di sopra dell'abitato di Ortigoso si trova la Valle di Vasnera che conduce per via diretta in Valle Artogna nel comune di Campertogno tramite il passo di Vasnera.

## Storia
La zona fu teatro, negli anni attorno al XIV secolo, delle predicazioni dell'eretico Dolcino da Novara.

### Simboli
Lo stemma del comune di Rassa è stato concesso, insieme al gonfalone municipale, con decreto del presidente della Repubblica del 22 settembre 1963.
Nello stemma è rievocata la leggendaria vicenda del lupo da cui ebbe origine il culto di san Maiolo. L'antica leggenda, riportata da vari autori, narra che nel 1333 il bimbo Pietro, futuro capo della Milizia Valsesiana e unico figlio di Emiliano Fassola che combatté contro gli eretici, venne rapito nel bosco da un lupo che successivamente lo abbandonò miracolosamente illeso in Val Sorba presso la fontana chiamata della Rotta.
Il gonfalone è un drappo di azzurro.

## Società

### Evoluzione demografica
Abitanti censiti

## Amministrazione
| Periodo        | Periodo        | Primo cittadino     | Partito              | Carica  | Note |
| -------------- | -------------- | ------------------- | -------------------- | ------- | ---- |
| 26 giugno 1985 | 1 giugno 1990  | Rita Tocchio        | Democrazia Cristiana | Sindaco |      |
| 1 giugno 1990  | 14 giugno 1999 | Ezio De Fabiani     | Lista civica         | Sindaco |      |
| 14 giugno 1999 | 14 giugno 2004 | Chiara Ernesto      | Lista civica         | Sindaco |      |
| 14 giugno 2004 | 26 maggio 2014 | Fabrizio Tocchio    | Lista civica         | Sindaco |      |
| 26 maggio 2014 | 27 maggio 2019 | Luca Cerruti Miclet | Lista civica         | Sindaco |      |
| 27 maggio 2019 | in carica      | Michele Barbaglia   | Lista civica         | Sindaco |      |